# 広益線

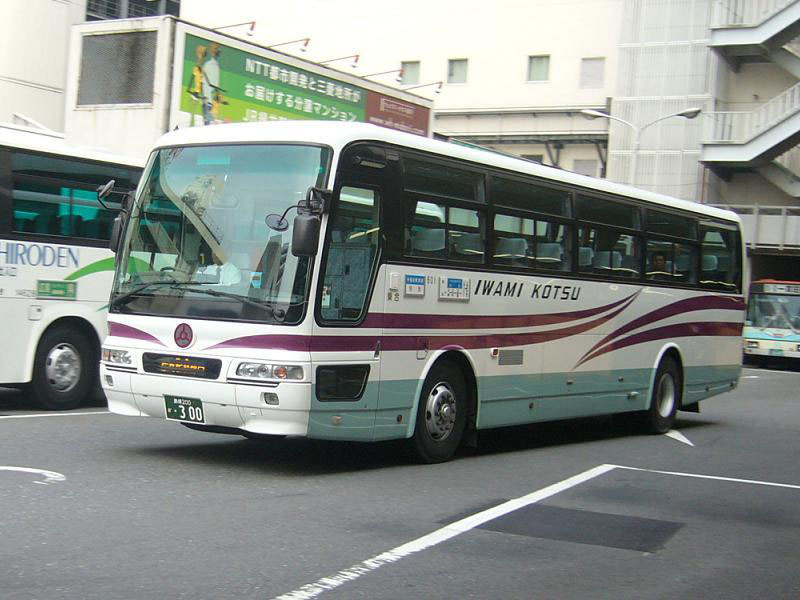
広益線（石見交通）

広益線（こうえきせん）は、広島県広島市と島根県吉賀町・津和野町・益田市を結ぶ高速バスである。『清流ライン高津川号』の愛称が与えられている。

## 概要
1日6往復運行。2018年7月のダイヤ改正までは3往復は柿木、左鐙、石見横田の各地区で市街地を経由しない「スーパーライン」と呼ばれる便、残り3往復が特急便であった。
国道187号線経由で、益田市・鹿足郡と山陽地区の間を結ぶバス路線は、岩国市との間で国鉄→JRバスの岩益線が先行開業し（JRバスは後にほぼ全区間で撤退し、普通便は六日市交通、岩国市生活交通バスなどが引き継いでいる）、これと競合する形で広島 - 岩国 - 益田間を国道2号・国道187号経由の快速便の長距離路線バスを運行したのが起源である。山陽新幹線開業時に新岩国駅経由となるなどの経路変更を経て、吉賀町六日市以南で中国自動車道経由に乗せ替えた高速バスとなって現在に至っている。
以上の経緯から、所要時間が3時間を超える高速バス路線でありながら、全便自由席・トイレなし車両・クローズドドアシステムの非採用・しまねバスカード対応・ICOCA対応など、一般路線バス並みのサービスとしている。

## 歴史
- 1952年10月 - 運輸省より免許を受ける。
- 2008年3月16日 - 広島高速4号線経由に変更。これに伴い停留所を一部変更。また、休憩場所を吉和SAから深谷PAに変更。
- 2018年7月1日 -  ダイヤ改正。『清流ライン高津川号』の路線愛称を設定し、スーパーライン及び特急便を統一。
益田側発着地を医光寺前から石見交通本社前に変更。左鎧・柿木停留所を廃止し、全便横田駅・新左鎧橋・柿木商工会議所前の各停留所に停車。
- 2023年3月22日 - ICOCAが利用可能となる[1]。

## 運行会社
- 石見交通
  - 広島側の運行支援業務はグループ会社のイワミツアー広島支店が担当。

## 運行経路・停車停留所
太字は停車停留所（六日市以降は主要停留所のみ記載）。途中、深谷パーキングエリアにてトイレ休憩あり。
広島駅新幹線口 - 女学院前 - 合同庁舎前 - 広島バスセンター - 中広出入口 - 広島高速4号線 - 沼田出入口 - 広島西風新都IC - 広島自動車道 - 中国自動車道 - 加計バスストップ - 筒賀パーキングエリア - 吉和 - 深谷パーキングエリア -  六日市IC - 六日市 - 国道187号 - 柿木 - 下白谷 - 日原診療所前 - 日原（道の駅） - 国道9号 - 青原駅 - 横田駅 - 益田駅前 - 益田市役所 - グラントワ前 - 石見交通本社前